# Cassandra (televisieserie)
Cassandra is een Duitse sciencefiction-dramaserie. De serie werd gereleaset op Netflix op 6 februari 2025. 

## Samenvatting
Het gezin Prill verhuist van Hamburg naar een klein dorpje en trekt in een smart home in dat al vijftig jaar leeg staat. Overal zijn er tv-schermen aan de wand en er is zelfs een robot, maar niets lijkt nog te werken. Zoon Fynn probeert de robot te herstellen en dat lukt. 's Nachts wordt Cassandra wakker. Ze kan met alles helpen, koken, deuren openen, temperatuur van de douche regelen. Aanvankelijk is het gezin blij met deze coole applicatie, maar Cassandra blijkt een verborgen agenda te hebben. 

## Cast
- Lavinia Wilson: Cassandra
- Mina Tander: Samira Prill
- Michael Klammer: David Prill
- Franz Hartwig: Horst Schmitt
- Mary Tölle: Juno Prill
- Joshua Kantara: Fynn Prill
- Elias Grünthal: Peter Schmitt (in zijn late tienerjaren)
- Michel Koch: Peter Schmitt (als kind)
- Filip Schnack: Steve
- Pina Kühr: Birgit
- Karen Dahmen: Schwerdt
- Neshe Demir: Kathleen
- Ava Petsch: Emily
- Alexandra Finder: Kerstin
- Raphael Westermeier: Jürgen
- Simon Fabian: Jens
- Ruzica Hajdari: Frau Mehlis
- Lorenz Grabow: Wilhelm Ernst
- Azizè Flittner: Laura Behrendt
- Loredana Linglauf: Simone Schwarz
- Nicole Johannhanwahr: Schwester Miriam
- Peter Brachschoss: Pförtner Kurt
- Mirjam Heimann: Nicole
- Frank Sollmann: Dr. Wendler